# Лурия, Соломон
Соломо́н Лу́рия (Лу́риа или Шло́мо бен Иехиэ́ль Лу́рия: ивр. שלמה לוריא‎, пол. Salomon Luria; прозванный — Магарша́л (ивр. מהרש"ל‎); 1510, Познань / Брест-Литовский — 7 ноября 1573, Люблин, Речь Посполитая) — польский раввин, посек, исследователь и комментатор Талмуда, Каббалы и Галахи. Главный раввин городов Брест, Волынь и Люблин. Ректор иешивы в Бресте, Остроге и Люблине. По отдельным оценкам, выдающийся учёный-талмудист своего времени. Его именем была названа не существующая сегодня синагога Магаршала в Люблине.

## Биография
Соломон Лурия происходил из известной семьи раввинов. Его род имел эльзасские корни, но впоследствии предки Соломона переселились в Литву, позже — в Великопольшу. Его отец Йехиэль был раввином Слуцка, а дед Исаак Клаубер — раввином Познани.
Соломон Лурия родился в 1510 году в Бресте, по другим данным — в Познани. В юном возрасте отправился на учёбу к своему деду, раввину Клауберу, в Познань. В мае 1535 года в городе произошел крупный пожар, в котором сгорел и дом Клауберов (вместе с богатой библиотекой раввина). После этого Лурия продолжил обучение у раввина Острога Кальмана Габеркастена. Впоследствии Соломон женился на дочери Габеркастена Лепке.
Через некоторое время Соломон Лурия был назначен раввином Бреста и основал там иешиву. Вероятно, недолго проживал в Вильнюсе. Около 1550 года занял пост раввина Острога и руководителя острожской иешивы после своего тестя Кальмана Габеркастена, а вскоре занял должность главного раввина всей Волыни.
В 1555 году стал раввином Люблина. Некоторое время находился в этом городе, но вследствие ссоры с Шаломом Шахной покинул Люблин и вернулся в Острог. Лишь после смерти Шахны Лурия окончательно переехал в Люблин.
В 1567 году польский король Сигизмунд II Август предоставил Соломону Лурии титул ректора люблинской иешивы. На этой должности Магаршал находился до своей смерти, сделав учебное заведение известным по всей средневековой Европе.
Соломон Лурия скончался 7 ноября 1573 года. Похоронен на Старом еврейском кладбище в Люблине. В его честь люблинские евреи назвали главную синагогу города — синагога Магаршала.
Его родственником был  Иосиф бен-Мордехай Гершон га-Коген.

## Научные взгляды Соломона Лурия
Магаршал был последовательным противником пилпула, метода анализа Талмуда, разработанного раввином Яакобом Поллаком и его учеником Шаломом Шахною. В отличие от них, Лурия считал, что лучший способ получения знаний — тщательный филологический анализ Талмуда. Поддерживал дружеские отношения со своим кузеном, краковским раввином Моше Иссерлесом, которые отчётливо читаются в переписке между двумя раввинами. Однако эта приязнь не помешала Лурии жестко раскритиковать Иссерлеса, когда к Магаршалу дошли сведения о том, что тот изучал философию, в частности, произведения «необрезанного Аристотеля».